# Niko Hovinen
Niko Hovinen (Helsinki, 16 marzo 1988) è un hockeista su ghiaccio finlandese.

## Palmarès

### Mondiali
- 1 medaglia:
  - 1 oro (Slovacchia 2011)